# Cintura di rocce verdi

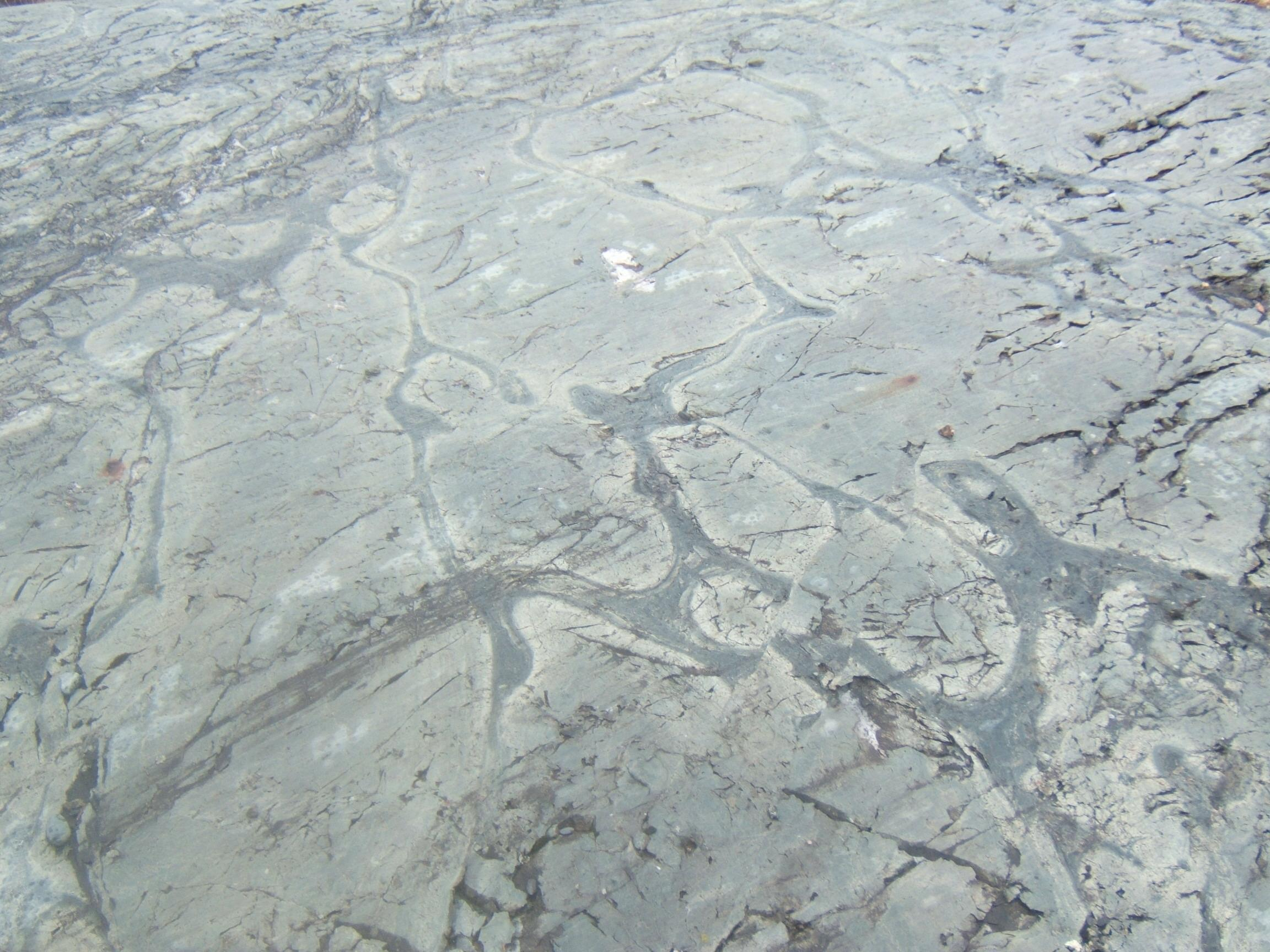
Lava a cuscino nella cintura di rocce verdi di Temagami dello scudo canadese.

Le cinture di rocce verdi sono zone con sequenze vulcaniche variamente metamorfosate, da mafiche a ultramafiche e associate a rocce sedimentarie, che si trovano nei cratoni dell'Archeano e del Proterozoico tra strutture di granito e gneiss.
Il nome deriva dal caratteristico colore verde impartito dai minerali metamorfici presenti nelle rocce mafiche; i tipici minerali di colore verde che le costituiscono sono la clorite, l'actinolite e varie anfiboliti verdi.
Le cinture di rocce verdi hanno lunghezze che possono andare da alcune decine a parecchie migliaia di chilometri e, per quanto siano composte da una grande varietà di rocce, vengono considerate un raggruppamento stratigrafico distinto, almeno su scala continentale.
All'interno del vasto volume eterogeneo di granito-gneiss di un cratone, una cintura di rocce verdi contiene un grado significativamente più esteso di eterogeneità e complicazioni, e rappresenta un marcatore tettonico decisamente più distintivo del molto più voluminoso e omogeneo granito. Una cintura di rocce verdi contiene inoltre molte più informazioni sugli eventi tettonici e metamorfici, sulle deformazioni e le condizioni paleogeologiche di quanto offrono gli eventi registrati nel granito e gneiss, perché la maggior parte delle rocce verdi sono interpretate come alterazioni dei basalti e di altre rocce vulcaniche o sedimentarie. Pertanto comprendere la natura e l'origine delle cinture di rocce verdi è il metodo più fruttuoso per studiare la storia geologica dell'Archeano.

## Natura e formazione
Si ritiene che le cinture di rocce verdi si siano formate negli antichi centri di espansione oceanica e nei terrane degli archi insulari.
Le cinture di rocce verdi sono formate principalmente di rocce vulcaniche, con il basalto in percentuale predominante, con stratificazioni di altre minori formazioni vulcaniche. Nel corso del tempo, la percentuale di sedimenti contenuti all'interno della cintura è aumentata, mentre la quantità di rocce ultramafiche (sia come intrusioni stratificate che come komatiite vulcanica) è diminuita.
Si nota anche un cambiamento nella struttura e nelle relazioni tra le cinture di rocce verdi e il loro basamento tra l'Archeano, dove è poco chiara la relazione tra gli strati di basalto-peridotite della cintura e il granito cui sono adiacenti, il Proterozoico dove la cintura poggia su basamenti di granito-gneiss o altre cinture, e il Fanerozoico, dove diventano predominanti chiari esempi di vulcanismo da arco insulare, sedimentazione e sequenze di ofiolite.
Questo cambiamento nella loro natura viene interpretato come risposta alla maturità del processo di tettonica delle placche nella storia geologica della Terra. Durante l'Archeano la tettonica non ebbe luogo su una crosta matura e pertanto ci si può attendere la presenza di cinture alloctone. Nel Proterozoico, il magmatismo si manifestava attorno ai cratoni e con strutture sedimentarie ormai consolidate, con poco riciclo della crosta, permettendo così una maggiore conservazione dei sedimenti. Nel Fanerozoico, l'estesa copertura continentale e il minor flusso termico dal mantello hanno permesso una maggiore conservazione dei sedimenti e una accresciuta influenza delle masse continentali.
Le rocce verdi, oltre a contenere basalto, danno anche luogo a molti tipi di rocce metamorfiche chiamate anche metabasalto o con espressioni simili; scisto verde, scisto bianco e scisto blu, sono tutti termini generati dallo studio delle cinture di rocce verdi.

## Distribuzione
Le cinture di rocce verdi sono distribuite temporalmente attraverso tutta la storia geologica del nostro pianeta con esempi appartenenti agli eoni Archeano, Proterozoico e fino al Fanerozoico.
Anche la distribuzione geografica mostra evenienze in tutti i continenti.

## Principali cinture di rocce verdi

### Africa
- Cintura di rocce verdi di Barberton (Sud Africa)
- Cintura di rocce verdi Giyani (Sud Africa)
- Cintura di rocce verdi Pietersberg (Sud Africa)
- Cintura di rocce verdi Gwanda (Zimbabwe)
- Cintura di rocce verdi del Lago Vittoria (Africa orientale)
- Cintura di rocce verdi Boromo-Goren (Africa occidentale)

### Asia
- Cintura di rocce verdi Taishan (Asia Sud-Orientale)
- Cratone del Dharwar, India
- Cintura di rocce verdi Babina e Mauranipur, India

### Europa
- Cintura di rocce verdi Kostomuksha (Russia)
- Cintura di rocce verdi della Lapponia centrale (Lapponia, Finlandia)
- Cintura di rocce verdi Kuhmo-Suomussalmi, Finlandia
- Cintura di rocce verdi Mauken (Norvegia)

### Nord America
- Cintura di rocce verdi di Abitibi (Quebec/Ontario, Canada)
- Cintura di rocce verdi del Bird River (Manitoba, Canada)
- Cintura di rocce verdi Ecstall (Columbia Britannica, Canada)
- Cintura di rocce verdi Elmers Rock (Wyoming, USA)
- Cintura di rocce verdi di Flin Flon (Manitoba/Saskatchewan, Canada)
- Cintura di rocce verdi di Hope Bay (Nunavut, Canada)
- Cintura di rocce verdi dell'Hunt River (Terranova e Labrador, Canada)
- Cintura di rocce verdi di Isua (Groenlandia sudoccidentale)
- Cintura di rocce verdi di Nuvvuagittuq (Quebec, Canada)
- Cintura di rocce verdi Pecos (Nuovo Messico, USA)[1]
- Cintura di rocce verdi delle Rattlesnake Hills (Wyoming, USA)
- Cintura di rocce verdi delle Seminoe Mountains (Wyoming, USA)
- Cintura di rocce verdi South Pass (Wyoming, USA)
- Cintura di rocce verdi di Temagami (Ontario, Canada)
- Cintura di rocce verdi di Yellowknife (Territori del Nord-Ovest, Canada)[2]

### Sud America
- Cintura di rocce verdi Rio-das-Velhas (Minas Gerais, Brazil)
- Cintura di rocce verdi Piumhi (Minas Gerais, Brazil)
- Cintura di rocce verdi Rio-Itapicuru (Bahia, Brazil)
- Cintura di rocce verdi Mundo Novo (Bahia, Brazil)
- Cintura di rocce verdi Umburanas (Bahia, Brazil)
- Cintura di rocce verdi Crixás (Goiás, Brazil)
- Cintura di rocce verdi Faina (Goiás, Brazil)
- Cintura di rocce verdi Guarinos (Goiás, Brazil)
- Cintura di rocce verdi Pilar-de-Goiás (Goiás, Brazil)

### Oceania
- Cintura di rocce verdi Harris (Australia)
- Cintura di rocce verdi Jack Hills (Australia)
- Cintura di rocce verdi Norseman-Wiluna (Australia)[3]
- Cintura di rocce verdi Southern Cross (Australia)
- Cintura di rocce verdi Yandal (Australia)
- Cintura di rocce verdi Yalgoo-Singleton (Australia)